# 达恩·达尔维塞
达恩·达尔维塞（義大利語：Dan D'Alvise，1955年12月13日—），加拿大男子冰球运动员，场上位置是前锋。他曾代表加拿大国家队参加1980年冬季奥林匹克运动会冰球比赛，获得第6名。